# Joe Morrell
Joseff John Morrell (ur. 3 stycznia 1997 w Ipswich) – walijski piłkarz angielskiego pochodzenia występujący na pozycji pomocnika w angielskim klubie Portsmouth oraz w reprezentacji Walii. Wychowanek Bristol City, w trakcie swojej kariery grał także w takich klubach, jak Sutton United, Margate, Cheltenham Town oraz Lincoln City.